# Luis Santaló
Luis Antonio Santaló Sors (Gerona, España, 9 de octubre de 1911 - Buenos Aires, Argentina, 23 de noviembre de 2001), más conocido por Luis Santaló, fue un matemático español de fama internacional que se exilió en la Argentina en 1939 al iniciarse la Segunda Guerra Mundial y ser partidario del derrotado bando republicano en España. Desarrolló una fecunda labor en la Argentina donde se le otorgó el título de profesor emérito de la Universidad de Buenos Aires. Publicó más de cien trabajos de investigación fundamental y de divulgación; y varios libros, en especial sobre Geometría integral, tema del cual se lo considera uno de sus fundadores.

## Biografía
Nació el 9 de octubre de 1911 en Gerona. Su padre Silvestre Santaló y Pavorell era maestro, en tanto que su madre Consuelo Sors y Llach se ocupaba de las tareas de la casa y la crianza de sus siete hijos. Hizo la escuela primaria en el mismo establecimiento donde su padre era maestro. Los estudios secundarios los realizó en el Instituto de Bachillerato de Gerona, completando ese ciclo en 1927, cuando contaba 16 años.
Comenzó sus estudios superiores en la Universidad de Madrid, pensando en llegar a ser Ingeniero de Caminos. Durante el curso introductorio de Matemática decidió volcarse al estudio de dicha ciencia. Luego de terminar la Licenciatura en Matemática en 1934, comenzó a trabajar como profesor interino en un instituto secundario y como profesor auxiliar en la Universidad. Influenciado por Julio Rey Pastor, solicitó una beca para doctorarse en la Universidad de Hamburgo. Allí escribió su tesis bajo la dirección de Wilhelm Blaschke, quien estaba iniciando el desarrollo de la Geometría integral. 
Al seminario de Blaschke asistía regularmente un grupo de estudiantes cuyo número no pasaba de diez pero que compartían con el maestro su entusiasmo por la nueva disciplina. Santaló supo aprovechar muy bien la oportunidad que se le presentaba, convirtiéndose en poco tiempo en un participante activo del seminario.
Volvió a Madrid en 1935 con el trabajo que conformó su tesis ya publicado en revistas matemáticas de España, Francia y Alemania y con el bagaje de un tema completamente nuevo. Tanto, que le resultó difícil reunir un jurado de tesis en España.
Llegó a ser profesor en la universidad española, pero debido a la guerra civil española debe abandonar esa actividad y se integra a la aeronáutica republicana. Es entonces cuando realiza un estudio sobre la historia de la aviación, que fue publicado más tarde en la Argentina. Al perder los republicanos la guerra, pidió asilo en Francia, pero lo destinaron a un campo de concentración, del cual logra salir gracias a Élie Cartan, matemático de la Sorbona. Llegando a Lisboa, se entera del comienzo de la Segunda Guerra Mundial, en 1939. Decide entonces radicarse en la Argentina, atraído por los comentarios a favor de Julio Rey Pastor, español que ya se había radicado allí desde 1921. Desde 1939 hasta 1947 fue investigador principal y vicedirector del Instituto de Matemáticas de la Facultad de Ciencias Matemáticas, Físico-Químicas y Naturales Aplicadas a la Industria, dependiente de la Universidad Nacional del Litoral, ubicado en la ciudad de Rosario.
Entre 1948 y 1955 fue profesor contratado en la Facultad de Ciencias Fisicomatemáticas de la Universidad Nacional de La Plata.
Fue nombrado Profesor Emérito de la Universidad de Buenos Aires donde se había especializado en Geometría diferencial e integral.
Su notoria obra le valió la obtención de diversos premios, entre ellos el Premio Príncipe de Asturias de Investigación Científica y Técnica en 1983, otorgado por la Fundación Principado de Asturias de España, por sus investigaciones sobre geometría y el Bernardo Houssay, otorgado por la Organización de Estados Americanos, en 1996 la Encomienda de Alfonso X el Sabio y la Generalidad de Cataluña le concedió en 1984 la medalla Narcís Monturiol a la Ciencia y la Creu de Sant Jordi en 1994. La Universidad Politécnica de Cataluña lo nombró doctor honoris causa, al igual que la de Buenos Aires, y era miembro del Instituto de Estudios Catalanes.
Fue un matemático de primera línea en la investigación de la geometría integral y supo transmitir sus conocimientos con entusiasmo, humanidad y maestría poco habituales. Su libro Integral Geometry and Geometric Probability es considerado el "clásico necesario" para cualquiera que quiera realizar investigación relacionada con el tema. Cabe mencionar que de la geometría integral se derivaron descubrimientos como la Tomografía Computada basada en estudios de la transformada de Radon  (1917). Por otro lado, también de la Geometría Integral, y mediante una fructífera interrelación con la geología y biología surge en 1961 la Estereología.
En una entrevista en 1982 declaró:

Cuando se habla de los recursos de un país hay uno, por lo general escaso, que no es costumbre mencionar: los talentos matemáticos. Todo niño capta lo esencial de nuestra ciencia, pero solo algunos, naturalmente dotados, llegarán a destacarse o intentar una labor creativa. Sabemos que se manifiestan a muy temprana edad y si no se los educa se malogran luego; es deber de la escuela descubrirlos y guiarlos; es obligación de la sociedad el ofrecerles oportunidad para su desarrollo. El resto de los ciudadanos, sin esa capacidad o esa vocación especiales, debe, sin embargo, aprender toda la matemática necesaria para entender el mundo que vivimos. Desconocer el lenguaje a que aspiran las ciencias y usar las técnicas es encerrarse en una manera de analfabetismo que un país civilizado no puede tolerar. Aquí el precio de la incuria es la dependencia, la pérdida de la soberanía.
Luis A. Santaló.

### Publicaciones[4]
Publicó memorias en revistas especializadas y es autor de varios importantes libros en su materia, entre otros:
- Geometría Integral (1951). En colaboración con Julio Rey Pastor.
- Geometría Analítica (en colaboración)
- La probabilidad y sus aplicaciones.
- Introduction to Integral Geometry (1953).
- Historia de la Aeronáutica.
- Geometrías no euclidianas (Libro de EUDEBA en que expone el tema en forma sencilla, atrayente y clara.)
- Vectores y Tensores con sus aplicaciones (También de EUDEBA, desarrolla el álgebra y el cálculo vectorial y tensorial de manera moderna y completa.)
- Geometría Proyectiva (1966). EUDEBA
- Espacios vectoriales y geometría analítica (1970) 3ª edición, monografía asuspiciada por OEA, a través del Departamento de Asuntos Científicos.
- Integral Geometry and Geometric Probability (1976).

### Cargos académicos
Fue además Presidente de la Academia Nacional de Ciencias Exactas, miembro de la Academia de Ciencias de Madrid y de la de Lima. Miembro del Comité Interamericano de Educación Matemática (que presidió en 1979), de la Academia Nacional de Ciencias Exactas, Físicas y Naturales, académico de número de la Academia de Ciencias de la Educación y miembro de las Academias de Lima, Real de Madrid, de Córdoba (Argentina), Chile y las Islas Canarias.
Es de destacar que desde 1960 toma partido a favor de la llamada matemática moderna. Se dedicó entonces a la didáctica de la misma, siendo considerado un brillante educador a nivel internacional, y fue siempre su preocupación la apatía con que los jóvenes estudiaban una disciplina cuyo desconocimiento podía dejarlos apartados del mundo actual.
Aunque recibió numerosas ofertas de la Universidades catalanas para regresar a España, él contestaba: En Argentina he hecho mi vida y ya no puedo irme.
Los que lo conocían, además de elogiar su brillante actividad investigadora en un área dura y poco agradecida, lo describían como encantador, muy sencillo y que conquistaba con su extrema amabilidad.
Recibió el Premio Konex de honor en 2003.